# Jon Sammels
Jonathon Charles "Jon" Sammels (født 23. juli 1945 i Ipswich, England) er en tidligere engelsk fodboldspiller, der spillede som central midtbanespiller for Arsenal og Leicester. Længst tid tilbragte han hos Arsenal, hvor han spillede i otte sæsoner, og var med til at vinde både det engelske mesterskab, FA Cuppen og UEFA's Messebyturnering.
Inden sit karrierestop spillede Sammels desuden en enkelt sæson i den nordamerikanske fodboldliga, for Vancouver Whitecaps.

## Titler
Engelsk 1. Division
- 1971 med Arsenal F.C.

FA Cup
- 1971 med Arsenal FC

Inter-Cities Fairs Cup
- 1970 med Arsenal F.C.